# Championnats du monde de cyclisme sur piste 1934
Navigation
Paris 1933 Bruxelles 1935
Les Championnats du monde de cyclisme sur piste 1934 ont eu lieu du 10 au 19 août à Leipzig, en Allemagne.

## Résultats

### Podiums professionnels
| Compétition | Or                    | Argent                   | Bronze                    |
| ----------- | --------------------- | ------------------------ | ------------------------- |
| Vitesse     | Jef Scherens Belgique | Albert Richter Allemagne | Louis Gérardin France     |
| Demi-fond   | Erich Metze Allemagne | Paul Krewer Allemagne    | Eduardo Severgnini Italie |

### Podiums amateurs
| Compétition | Or                              | Argent                  | Bronze                 |
| ----------- | ------------------------------- | ----------------------- | ---------------------- |
| Vitesse     | Benedetto Pola Royaume d'Italie | Arie van Vliet Pays-Bas | Christian Lenté France |

## Tableau des médailles
| Rang | Nation    | Or | Argent | Bronze | Total |
| ---- | --------- | -- | ------ | ------ | ----- |
| 1    | Allemagne | 1  | 2      | 0      | 3     |
| 2    | Italie    | 1  | 0      | 1      | 2     |
| 3    | Belgique  | 1  | 0      | 0      | 1     |
| 4    | Pays-Bas  | 0  | 1      | 0      | 1     |
| 5    | France    | 0  | 0      | 2      | 2     |

## Listes des engagés
D'après L'Auto, :
- Vitesse (amateurs)
  -  Pays-Bas. — Van der Linden, Bernard Leene, J. Kremers, Arie Van Vliet.
  -  Suisse. — Willy Kaufmann, W. Wægelin.
  -  Danemark. — E. Olesen. H. Dissing-Rasmussen, Carl Holm Petersen, Ch. R. Andersen.
  -  Hongrie. — Németh Béla, Imre Győrffy, F. Pelvasy. Joseph Szucs, L. Orczan.
  -  France. — Louis Chaillot, Georges Maton , Christian Lenté.
  -  Italie. — Benedetto Pola, Nino Mozzo, S. Rigoni, G Bambagiottl.
  -  Tchécoslovaquie. — J. Konarek. F. Florian.
  -  Bulgarie. — A. Nicoloff, A. Poteff, V. Katzoroff. T. Volkanoff.
  -  Lettonie. — A. Lejnieks.
  -  Autriche. —  Franz Dusika, J. Kocourek. A. Schaffer. A. Mohr.
  -  Royaume-Uni. — D.S. Horn.
  -  Belgique. — A Heusy, J. Thomas.
  -  Allemagne. — Toni Merkens, Carl Lorenz, Ernst Ihbe, Karl Klöckner (en)
  -  Pologne. — Pusz, Graczkowsksi, Einbrot.

- Vitesse (professionnels)
  -  Pays-Bas. — Jacobus Van Egmond, Gerard Leene, J. Van den Heuvel.
  -  Suisse. — Josef Dinkelkamp.
  -  Italie. —  Bruno Pellizzari , Pietro Linari, Mario Bergamini, Mario Lazzaretti
  -  Danemark. — Willy Falk-Hansen, Anker Meyer Andersen, R. Knudsen
  -  France. — Lucien Michard, Louis Gérardin, Lucien Faucheux, Marcel Jézo.
  -  Royaume-Uni. — Sydney Cozens
  -  Belgique. — Jef Scherens, Franz Huybrechts.
  -  Allemagne. — Albert Richter, Mathias Engel, Peter Steffes, Ehmer.
  -  Pologne. —  Henryk Szamota

- Demi-fond  (Vingt-trois sélectionnés de neuf nations, dix-sept titulaires et six remplaçants) :
  -  Allemagne. — Erich Metze, Paul Krewer
  -  Suisse. — Türel Wanzenried (en), Henri Suter, Adolf Lauppi (R).
  -  Italie. — Edoardo Severgnini, Arturo Bresciani, Gianni Manera (R)
  -  Hongrie. — Bela Szekeres, Janos Istenes, A. Petrovics (R), Josef Burghardt (R)
  -  France. — Georges Paillard, Charles Lacquehay, Georges Wambst (R)
  -  Bulgarie. — Marin Nicoloff, Tvestan Valkanoff, G. Velinoff (R)
  -  Espagne. —  Antonio Prieto
  -  Belgique. — Georges Ronsse, Maurice Seynaeve (entrainé par Théo Wynsdau)
  -  Pays-Bas. — Joop Snoek, Frantz Leddy